# Marathon van Nagano 2004
De marathon van Nagano 2004 vond plaats op zondag 12 april 2004 in Nagano. Het was de zesde editie van de marathon van Nagano. De wedstrijd bij de mannen werd gewonnen door de Ethiopiër Moges Taye in 2:13.09. Hij had hiermee meer dan een minuut voorsprong op Adam Dobrzynski uit Polen. Bij de vrouwen won de Ethiopische Fatuma Roba afgetekend. Beide geslachten liepen onvoldoende snel om de parcoursrecords uit 2000 te verbeteren.

## Uitslagen

### Mannen
| rang   | naam              | land | tijd    |
| ------ | ----------------- | ---- | ------- |
| Goud   | Moges Taye        | ETH  | 2:13.09 |
| Zilver | Adam Dobrzynski   | POL  | 2:14.26 |
| Brons  | Satoshi Watanabe  | JPN  | 2:17.33 |
| 4      | Manabu Itayama    | JPN  | 2:21.36 |
| 5      | Haji Adillo       | ETH  | 2:23.47 |
| 6      | Jason Mayeroff    | USA  | 2:24.04 |
| 7      | Satoshi Nishizawa | JPN  | 2:24.13 |
| 8      | Naoki Hirasawa    | JPN  | 2:26.51 |
| 9      | Hiroo Tonegawa    | JPN  | 2:27.03 |
| 10     | Yusaku Fukuoka    | JPN  | 2:27.19 |

### Vrouwen
| rang   | naam               | land | tijd    |
| ------ | ------------------ | ---- | ------- |
| Goud   | Fatuma Roba        | ETH  | 2:28.05 |
| Zilver | Valentina Jegorova | RUS  | 2:31.47 |
| Brons  | Natalya Berkut     | UKR  | 2:32.49 |
| 4      | Alevtina Ivanova   | RUS  | 2:33.09 |
| 5      | Asami Obi          | JPN  | 2:33.34 |
| 6      | Yoshimi Hoshino    | JPN  | 2:37.48 |
| 7      | Madina Biktagirova | RUS  | 2:38.48 |
| 8      | Shitaye Gemechu    | ETH  | 2:39.27 |
| 9      | Ai Toyama          | JPN  | 2:43.57 |
| 10     | Shoko Arai         | JPN  | 2:52.20 |

Shinmai-periode:

1958 ·
1959 ·
1960 ·
1961 ·
1962 ·
1963 ·
1964 ·
1965 ·
1966 ·
1967 ·
1968 ·
1969 ·
1970 ·
1971 ·
1972 ·
1973 ·
1974 ·
1975 ·
1976 ·
1977 ·
1978 ·
1979 ·
1980 ·
1981 ·
1982 ·
1983 ·
1984 ·
1985 ·
1986 ·
1987 ·
1988 ·
1989 ·
1990 ·
1991 ·
1992 ·
1993 ·
1994 ·
1995 ·
1996 ·
1997 ·
1998

Nagano-periode:

1999 ·
2000 ·
2001 ·
2002 ·
2003 ·
2004 ·
2005 ·
2006 ·
2007 ·
2008 ·
2009 ·
2010 ·
2011 ·
2012 ·
2013 ·
2014 ·
2015 ·
2016 ·
2017